# Horst Bender (Fußballspieler)
Horst Bender (* 11. November 1954) ist ein ehemaliger deutscher Fußballspieler.

## Karriere
Im Spieljahr 1972/73 kam der A-Jugendliche in der DFB-Jugendnationalmannschaft zum Einsatz. Er debütierte am 12. September 1972 beim Länderspiel in Rovaniemi gegen Finnland an der Seite von Kurt Niedermayer, Uli Stielike und Charly Körbel im DFB-Team. Er vertrat die Farben der deutschen Jugendauswahl in den Qualifikationsspielen im März 1973 gegen Holland und Polen und nahm auch am UEFA-Turnier im April/Mai 1973 in Italien teil. Insgesamt absolvierte Bender 15 Jugendländerspiele. Vom FC Homburg, für den er 1972/73 in der Regionalliga Süd 14 Spiele absolviert hatte, kam Horst Bender 1973 zum Bundesligisten 1. FC Kaiserslautern. Dort kam er in zwei Jahren auf zwei Bundesligaeinsätze und wechselte 1975 zum 1. FC Saarbrücken in die 2. Bundesliga. Mit dem FCS stieg er 1976 in die Bundesliga auf und 1978 wieder ab. Ein Jahr später ging er zum Zweitliga-Aufsteiger Röchling Völklingen, den er aber nach dem direkten Wiederabstieg verließ. Er unterschrieb einen Vertrag bei der SpVgg Bayreuth, ebenfalls Zweitligist.
Er spielte bis 1984 für Bayreuth, das ab der Saison 1982/83 in der Bayernliga antrat.
Ab 1984 (Saison 1984/85) spielte er für Offenburg, Oberliga Baden-Württemberg, in der Saison 1985/86 und 1986/87 beim SV Linx, Verbandsliga Südbaden, der 1987 in die Oberliga Baden-Württemberg aufstieg, dort spielte Bender bis 1988.
Ab Saison 1988/89 war er Spielertrainer beim Kreisliga A-Verein SV Nußbach und in der Saison 1989/90 Spielertrainer beim SV Legelshurst.
Heute spielt Bender bei den Alten Herren der Sportfreunde Aegidienberg.

## Statistik
| Liga          | Spiele (Tore) |
| ------------- | ------------- |
| Bundesliga    | 037 (1)       |
| 2. Bundesliga | 138 (2)       |
| Wettbewerb    |               |
| DFB-Pokal     | 07 (0)        |